# Solidão, uma Linda História de Amor
Solidão, uma linda história de amor é filme brasileiro de 1989, dirigido por Victor Di Mello, com produção executiva de Carlo Mossy, e roteiro de Victor Di Mello e Avelino Dias dos Santos.

## Elenco
| - José Wilker - Roberto Bonfim - Stênio Garcia - Tarcísio Meira - David Cardoso - Maitê Proença - Simone Carvalho - Magda Cotrofe - Luma de Oliveira - Ibanez Filho - Vera Gimenez | - Paulo Goulart - Lutero Luiz - Nuno Leal Maia - Carlo Mossy - Pelé - Rogério Samora - Cléa Simões - Luciana Vendramini - Humberto Catalano - Marcella Prado |